# Audi Zwickau
L’Audi Type SS - ou Audi Zwickau - est une voiture de luxe dotée d’un moteur huit cylindres que l’usine Audi de Zwickau a présentée en tant que successeur de la Type R "Imperator".
La Type SS a été la première nouvelle voiture de tourisme d’Audi après la reprise de l’usine par Zschopauer Motorenwerke Jörgen Skafte Rasmussen AG (DKW). Le véhicule est équipé d’un moteur huit cylindres en ligne à soupapes latérales monté à l’avant d’une cylindrée de 5,1 litres. Il développait 100 ch (74 kW) à 3 000 tr/min et entraînait les roues arrière via une boîte de vitesses à quatre rapports avec un levier de vitesses au milieu de la voiture. Les moteurs étaient de conception américaine et ils étaient fabriqués dans la filiale DKW de Scharfenstein, où Zschopauer Motorenwerke avait mis en place une nouvelle usine de production utilisant des machines achetées à l’ancienne société américaine Rickenbacker Motor Company. La voiture avait deux essieux rigides à ressorts à lames et des freins à commande hydraulique sur toutes les roues. Elle était disponible en tant que berline Pullman 4 portes ou en cabriolet 4 portes.
Jusqu’en 1932, 457 exemplaires ont été fabriqués. En 1931 sort la Type T, en tant que version plus petite de la Type SS.